# Saison 2008 de l'équipe cycliste Agritubel
La saison 2008 est la quatrième année d'activité de l'équipe cycliste Agritubel. Il s'agit de la meilleure saison de cette dernière : elle se classe à la quatrième place du classement par équipes de l'UCI Europe Tour 2008 et remporte un total de 21 succès. Ces victoires ont été acquises sur des compétitions françaises, à l'exception du classement final Tour de Grande-Bretagne gagné par Geoffroy Lequatre et d'une étape de cette même course gagnée par Émilien-Benoît Bergès. Le champion de France Christophe Moreau, recruté à l'intersaison, a déçu et abandonné durant le Tour de France. Romain Feillu a porté le maillot jaune durant cette compétition. La victoire de Nicolas Vogondy au championnat de France a permis de conserver la tunique tricolore au sein de l'équipe.

## Effectif
| Cycliste              | Date de naissance | Nationalité | Équipe 2007                              |
| --------------------- | ----------------- | ----------- | ---------------------------------------- |
| Émilien-Benoît Bergès | 13.01.1983        | France      | Agritubel                                |
| Freddy Bichot         | 09.09.1979        | France      | Agritubel                                |
| Maxime Bouet          | 03.11.1986        | France      | Néoprofessionnel (VC La Pomme Marseille) |
| Steven Caethoven      | 09.05.1981        | Belgique    | Chocolade Jacques-Topsport Vlaanderen    |
| Jimmy Casper          | 28.05.1978        | France      | Unibet.com                               |
| Cédric Coutouly       | 26.01.1980        | France      | Agritubel                                |
| Romain Feillu         | 16.04.1984        | France      | Agritubel                                |
| Mikel Gaztañaga       | 05.12.1979        | Espagne     | Agritubel                                |
| Eduardo Gonzalo       | 25.08.1983        | Espagne     | Agritubel                                |
| Cédric Hervé          | 14.11.1979        | France      | Agritubel                                |
| Kevyn Ista            | 25.11.1984        | Belgique    | PC Wallon Bergasol-Euromillions          |
| Nicolas Jalabert      | 13.04.1973        | France      | Agritubel                                |
| Geoffroy Lequatre     | 30.06.1981        | France      | Cofidis                                  |
| Christophe Moreau     | 12.04.1971        | France      | AG2R Prévoyance                          |
| Anthony Ravard        | 28.09.1983        | France      | Agritubel                                |
| Christophe Rinero     | 29.12.1973        | France      | Saunier Duval-Prodir                     |
| Benoît Salmon         | 09.05.1974        | France      | Agritubel                                |
| Benoît Sinner         | 07.08.1984        | France      | Agritubel                                |
| Nicolas Vogondy       | 08.03.1977        | France      | Agritubel                                |

## Bilan de la saison

### Victoires
Victoires sur les Circuits continentaux
| Date       | Course                                             | Pays        | Classe | Vainqueur             |
| ---------- | -------------------------------------------------- | ----------- | ------ | --------------------- |
| 14/02/2008 | 2e étape du Tour méditerranéen                     | France      |        | Jimmy Casper          |
| 29/02/2008 | 1re étape des Trois jours de Vaucluse              | France      |        | Nicolas Vogondy       |
| 02/03/2008 | Classement général des Trois jours de Vaucluse     | France      |        | Nicolas Vogondy       |
| 21/03/2008 | Classic Loire-Atlantique                           | France      |        | Mikel Gaztañaga       |
| 24/03/2008 | Prologue du Tour de Normandie                      | France      |        | Maxime Bouet          |
| 24/03/2008 | 1re étape du Tour de Normandie                     | France      |        | Anthony Ravard        |
| 25/03/2008 | 2e étape du Tour de Normandie                      | France      |        | Anthony Ravard        |
| 26/03/2008 | 3e étape du Tour de Normandie                      | France      |        | Anthony Ravard        |
| 28/03/2008 | 5e étape du Tour de Normandie                      | France      |        | Steven Caethoven      |
| 04/04/2008 | Route Adélie                                       | France      |        | Kevyn Ista            |
| 08/04/2008 | 1re étape du Circuit de la Sarthe-Pays de la Loire | France      |        | Anthony Ravard        |
| 19/04/2008 | 3e étape du Rhône-Alpes Isère Tour                 | France      |        | Nicolas Vogondy       |
| 22/05/2008 | 2e étape du Circuit de Lorraine                    | France      |        | Jimmy Casper          |
| 01/06/2008 | Boucles de l'Aulne                                 | France      |        | Romain Feillu         |
| 19/06/2008 | Prologue des Boucles de la Mayenne                 | France      |        | Nicolas Vogondy       |
| 22/06/2008 | 2e étape des Boucles de la Mayenne                 | France      |        | Jimmy Casper          |
| 23/06/2008 | Classement général des Boucles de la Mayenne       | France      |        | Freddy Bichot         |
| 31/08/2008 | Châteauroux Classic                                | France      |        | Anthony Ravard        |
| 09/09/2008 | 3e étape du Tour de Grande-Bretagne                | Royaume-Uni |        | Émilien-Benoît Bergès |
| 14/09/2008 | Classement général du Tour de Grande-Bretagne      | Royaume-Uni |        | Geoffroy Lequatre     |

Championnats nationaux
| Date       | Course                          | Pays   | Classe | Vainqueur       |
| ---------- | ------------------------------- | ------ | ------ | --------------- |
| 29/06/2008 | Championnat de France sur route | France |        | Nicolas Vogondy |